# Ishtar Terra
Ishtar Terra (latinsky Ištařina země) je druhá největší tektonická vyvýšenina na planetě Venuši po rovníkové Aphrodite Terra. Nachází se v blízkosti severního pólu planety a svou velikostí se podobá pozemské Austrálii. Ishtar Terra obsahuje čtyři hlavní pohoří Venuše – na východě Maxwell Montes (nejvyšší bod na planetě s výškou přes 11 km), na severu Frejya Montes, na západě Akna Montes a Danu Montes na jihu. Tato pohoří obklopují jakousi náhorní planinu pojmenovanou Lakshmi Planum. V oblasti se také nachází mnoho terénů typu tessera, které svědčí o intenzivní tektonické činnosti.